# Аксаково (Оренбургская область)
Акса́ково (прежде Ново-Аксаково, или Знаменское) — село в Бугурусланском районе Оренбургской области России. Административный центр Аксаковского сельсовета.

## География
Село расположено в 35 км (по дорогам) севернее районного центра — города Бугуруслана. Через село протекает река Большая Бугурусланка, в которую к северу от села впадает р. Кармалка. В самом селе устроен пруд. 
Западнее села проходит дорога Р246 Бугульма—Бузулук. Ближайшая железнодорожная станция находится в районном центре.

## История
В «Семейной хронике» С. Т. Аксакова рассказывается, что село основал в 1767 году дед автора, Степан Михайлович (1724—1797), который перевёл на берега Бугуруслана крестьян из родовой усадьбы Аксаково-Троицкое, расположенной в Симбирской губернии, за 400 вёрст от этих мест.

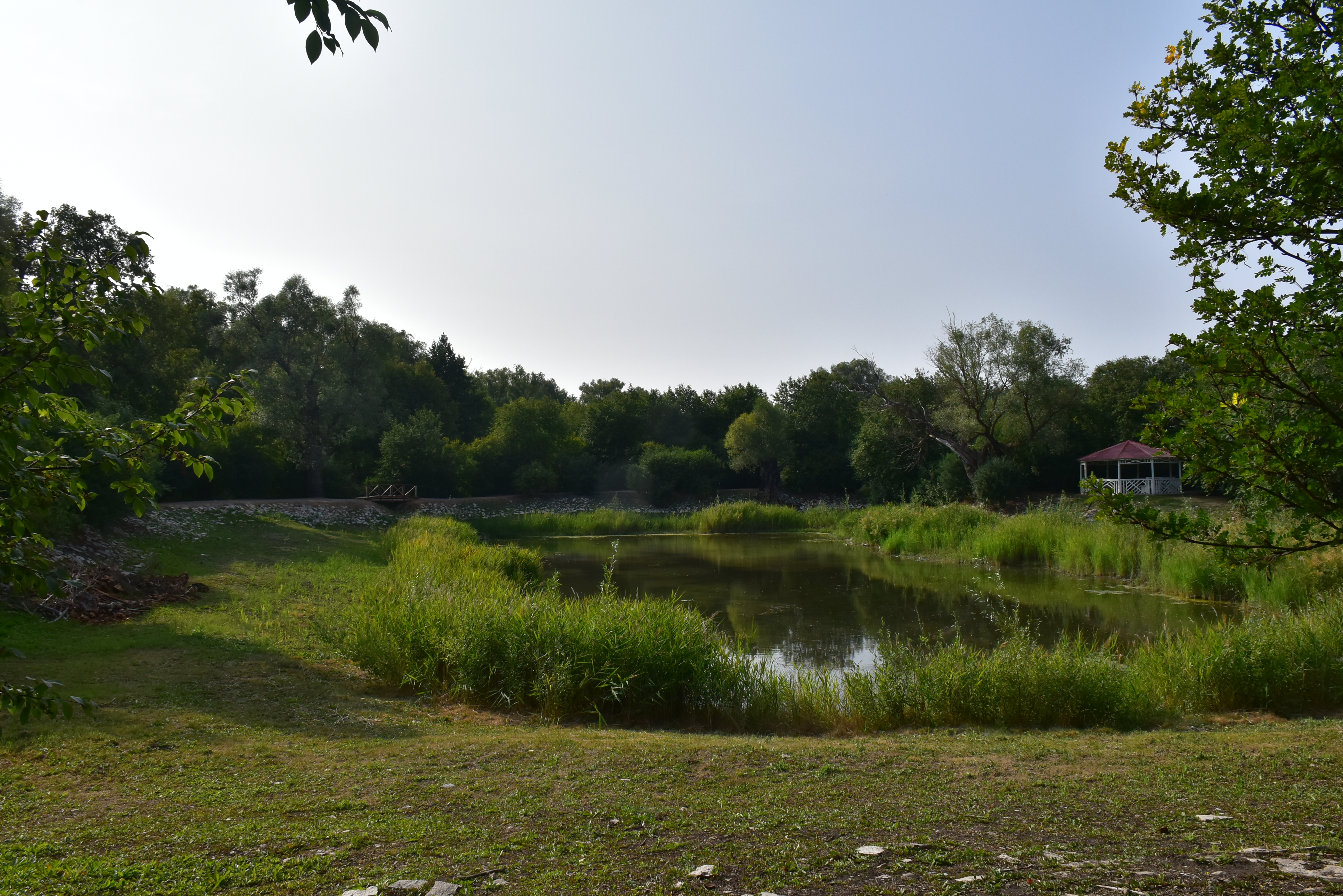
Аксаковский парк

Симбирское имение родителей в автобиографической трилогии Аксакова фигурирует под названием «Старое Багрово», а имение в Уфимском наместничестве (ныне в Оренбургской области) — под названием «Новое Багрово».
Бревенчатый дом Аксаковых, где прошло детство писателя, был разобран в 1960-е гг. для строительства телятников. Он был воссоздан по сохранившимся фотографиям в 1998 году и функционирует как музей-заповедник памяти писателя.
Аксаковскому парку дали статус памятника природы.

## Население
| 2010 |
| ---- |
| 636  |

Национальный состав
По данным Всероссийской переписи населения 2010 года:
| № | Национальность | Численность, чел. | Доля   |
| - | -------------- | ----------------- | ------ |
| 1 | русские        | 400               | 62,9 % |
| 2 | мордва         | 112               | 17,6 % |
| 3 | татары         | 15                | 2,4 %  |
| 4 | другие         | 109               | 17,1 % |